# 山尖子
山尖子（学名：Parasenecio hastatus）是菊科蟹甲草属的植物。這種植物含有一種從吡咯里西啶衍生的生物鹼，帶肝毒性。在日本，tanakae 亞種是一種野菜。

## 分佈
本物種只見於東亞地區的蒙古、朝鲜以及中国大陆的华北、東北等地，生长于海拔300米至2,700米的地区，见于林缘、林下及草丛中，目前尚未由人工引种栽培。

## 外部連結
- 維基物種上的相關：山尖子
- Parasenecio hastatus at en.hortipedia.com （页面存档备份，存于）